# Luis Tibé
Luis Henrique de Oliveira Resende, mais conhecido como Luis Tibé (Belo Horizonte, 23 de julho de 1971), é um empresário e político brasileiro, presidente Nacional do Avante.
Foi eleito deputado federal em 2014, para a 55.ª legislatura (2015-2019). Votou a favor do Processo de impeachment de Dilma Rousseff. Posteriormente, votou a favor da PEC do Teto dos Gastos Públicos.
Em 2017, Luís Tibé votou para que as duas denúncias por crimes de corrupção passiva, organização criminosa e obstrução da justiça, apresentadas pela Procuradoria-Geral da República contra o presidente Michel Temer, fossem rejeitadas/arquivadas na Câmara dos Deputados.

## Investigações em curso
Luis Henrique de Oliveira Resende, o Luis Tibé, é investigado nos inquéritos 3744, 3500 e 4522 no Supremo Tribunal Federal "por concussão, peculato e falsificação de documento público para fins eleitorais". O deputado informou ao site Congresso em Foco que "já prestou esclarecimentos e está convicto de que as investigações serão arquivadas".